# Saison 2011 des Astros de Houston
La Saison 2011 des Astros de Houston est la 50e saison en ligue majeure pour cette franchise. Pour la première fois de leur histoire l'équipe perd plus de 100 parties, et elle termine l'année avec le pire dossier du baseball majeur, soit 106 défaites et seulement 56 victoires.

## Intersaison

### Grapefruit League
36 rencontres de préparation sont programmées du 28 février au 30 mars à l'occasion de cet entraînement de printemps 2011 des Astros.
Avec 11 victoires et 24 défaites, les Astros terminent quizièmes et derniers de la Grapefruit League et enregistrent la seizième performance des clubs de la Ligue nationale.

## Saison régulière

### Classement
| Ligue nationale (Division Centrale) | V  | D   | %    | GB |
| ----------------------------------- | -- | --- | ---- | -- |
| Brewers de Milwaukee                | 96 | 66  | .593 | -  |
| Cardinals de Saint-Louis            | 90 | 72  | .556 | 6  |
| Reds de Cincinnati                  | 79 | 83  | .488 | 17 |
| Pirates de Pittsburgh               | 72 | 90  | .444 | 24 |
| Cubs de Chicago                     | 71 | 91  | .438 | 25 |
| Astros de Houston                   | 56 | 106 | .346 | 40 |

### Résultats
| Légende             | Légende            | Légende       |
| victoire des Astros | défaite des Astros | match reporté |
| ------------------- | ------------------ | ------------- |

#### Avril
À la suite d'un incident lors de la partie du 10 avril face aux Marlins, le manager Brad Mills est suspendu un match. Il purge cette suspension le 12 avril. Le lanceur Aneury Rodriguez est suspendu trois matchs, mais fait appel.

#### Mai
| #  | Date    | Adversaire   | Score                                  | Victoire                               | Défaite                                | Sauvetage                              | Affluence                              | Bilan                                  |
| -- | ------- | ------------ | -------------------------------------- | -------------------------------------- | -------------------------------------- | -------------------------------------- | -------------------------------------- | -------------------------------------- |
| 28 | 1er mai | Brewers      | 0 - 5                                  | Norris (2-1)                           | Narveson (1-2)                         |                                        | 23 908                                 | 11-17                                  |
| -  | 2 mai   | @ Reds       | match reporté (pluie) Reporté au 5 mai | match reporté (pluie) Reporté au 5 mai | match reporté (pluie) Reporté au 5 mai | match reporté (pluie) Reporté au 5 mai | match reporté (pluie) Reporté au 5 mai | match reporté (pluie) Reporté au 5 mai |
| 29 | 3 mai   | @ Reds       |                                        |                                        |                                        |                                        |                                        |                                        |
| 30 | 4 mai   | @ Reds       |                                        |                                        |                                        |                                        |                                        |                                        |
| 31 | 5 mai   | @ Reds       |                                        |                                        |                                        |                                        |                                        |                                        |
| 32 | 6 mai   | @ Pirates    |                                        |                                        |                                        |                                        |                                        |                                        |
| 33 | 7 mai   | @ Pirates    |                                        |                                        |                                        |                                        |                                        |                                        |
| 34 | 8 mai   | @ Pirates    |                                        |                                        |                                        |                                        |                                        |                                        |
| 35 | 9 mai   | Reds         |                                        |                                        |                                        |                                        |                                        |                                        |
| 36 | 10 mai  | Reds         |                                        |                                        |                                        |                                        |                                        |                                        |
| 37 | 11 mai  | Reds         |                                        |                                        |                                        |                                        |                                        |                                        |
| 38 | 13 mai  | Mets         |                                        |                                        |                                        |                                        |                                        |                                        |
| 39 | 14 mai  | Mets         |                                        |                                        |                                        |                                        |                                        |                                        |
| 40 | 15 mai  | Mets         |                                        |                                        |                                        |                                        |                                        |                                        |
| 41 | 16 mai  | @ Braves     |                                        |                                        |                                        |                                        |                                        |                                        |
| 42 | 17 mai  | @ Braves     |                                        |                                        |                                        |                                        |                                        |                                        |
| 43 | 18 mai  | @ Cardinals  |                                        |                                        |                                        |                                        |                                        |                                        |
| 44 | 19 mai  | @ Cardinals  |                                        |                                        |                                        |                                        |                                        |                                        |
| 45 | 20 mai  | @ Blue Jays  |                                        |                                        |                                        |                                        |                                        |                                        |
| 46 | 21 mai  | @ Blue Jays  |                                        |                                        |                                        |                                        |                                        |                                        |
| 47 | 22 mai  | @ Blue Jays  |                                        |                                        |                                        |                                        |                                        |                                        |
| 48 | 23 mai  | Dodgers      |                                        |                                        |                                        |                                        |                                        |                                        |
| 49 | 24 mai  | Dodgers      |                                        |                                        |                                        |                                        |                                        |                                        |
| 50 | 25 mai  | Dodgers      |                                        |                                        |                                        |                                        |                                        |                                        |
| 51 | 27 mai  | Diamondbacks |                                        |                                        |                                        |                                        |                                        |                                        |
| 52 | 28 mai  | Diamondbacks |                                        |                                        |                                        |                                        |                                        |                                        |
| 53 | 29 mai  | Diamondbacks |                                        |                                        |                                        |                                        |                                        |                                        |
| 54 | 30 mai  | @ Cubs       |                                        |                                        |                                        |                                        |                                        |                                        |
| 55 | 31 mai  | @ Cubs       |                                        |                                        |                                        |                                        |                                        |                                        |

## Draft
La Draft MLB 2011 se tient du 6 au 8 juin 2011 à Secaucus (New Jersey). Les Astros ont le onzième choix.

## Affiliations en ligues mineures
| Niveau     | Equipe                   | Ligue                   | Manager          | Vic. | Déf. | Classement |
| ---------- | ------------------------ | ----------------------- | ---------------- | ---- | ---- | ---------- |
| AAA        | Oklahoma City RedHawks   | Pacific Coast League    | Tony DeFrancesco |      |      |            |
| AA         | Corpus Christi Hooks     | Texas League            | Tom Lawless      |      |      |            |
| Advanced A | Lancaster JetHawks       | California League       | Tom Spencer      |      |      |            |
| A          | Lexington Legends        | South Atlantic League   | Rodney Linares   |      |      |            |
| A          | Tri-City ValleyCats      | New York - Penn League  | Stubby Clapp     |      |      |            |
| Rookie     | Greeneville Astros       | Appalachian League      | Omar Lopez       |      |      |            |
| Rookie     | Gulf Coast League Astros | Gulf Coast League       | Ed Romero        |      |      |            |
| Rookie     | DSL Astros               | Dominican Summer League |                  |      |      |            |